# Robbie Mustoe
Robin ("Robbie") Mustoe (Witney, 28 augustus 1968) is een Engels voormalig profvoetballer die doorgaans als centrale middenvelder speelde. 
Mustoe speelde twaalf seizoenen voor Middlesbrough, van 1990 tot 2002. Met Middlesbrough verloor hij drie Engelse bekerfinales. 

## Clubcarrière

### Middlesbrough
Mustoe begon zijn carrière bij Oxford United, waar hij doorstroomde vanuit de jeugdopleiding in 1986. Na vier jaar verhuisde hij naar eersteklasser Middlesbrough, nadat de club uit de regio Teesside pas was gepromoveerd naar de voormalige First Division onder coach Bruce Rioch en nadat men onder leiding van deze coach twee keer promoveerde in vier jaar. Mustoe was vrijwel steeds een vaste waarde bij Middlesbrough, afgezien van zijn laatste seizoen bij de club, 2001/2002. 
Mustoe speelde een aantal jaar in de Premier League met Middlesbrough en was drie keer dicht bij een bekerzege met Middlesbrough onder coach Bryan Robson. In 1997 en 1998 bereikte hij met de club de finale van de League Cup, maar er werd verloren tegen Leicester City en Chelsea, respectievelijk. In 1997 nam Middlesbrough het op tegen Chelsea in de finale van de FA Cup, maar opnieuw was Chelsea net iets te sterk. Roberto Di Matteo en Eddie Newton scoorden voor Chelsea. 
In 1999, drie jaar voor zijn afscheid van de club, werd hij door de fans verkozen tot speler van het jaar bij Middlesbrough, samen met de Colombiaanse aanvaller Hámilton Ricard. Aan het einde van het seizoen 2001/2002 verliet hij Middlesbrough na twaalf jaar omdat de 33-jarige centrale middenvelder niet meer in de plannen paste van de nieuwe coach, Steve McClaren. 

### Latere carrière
Na zijn periode bij Middlesbrough speelde hij nog voor Charlton Athletic, waarmee hij zoals bij Middlesbrough actief was in de Premier League, en tweedeklasser Sheffield Wednesday in het seizoen 2003/2004. Bij die club zette een door blessures geplaagde Mustoe een punt achter zijn loopbaan.

## Mediacarrière
Tegenwoordig is hij actief als commentator voor NBC Sports.